# Танко црево
Танко црево (лат. intestinum) - црево код човека је део гастроинтестиналног тракта између желуца и дебелог црева. У њему долази до највећег дела апсорпције хране (нутријената и минерала). У танком цреву се под утицајем великог броја фермената, које луче гуштерача и слузокожа танког црева и жучи из јетре врши највећи дио варења, као и ресорпција сварених састојака.
На његовој површини се налазе цревне ресице које повећавају површину танког црева и која са њима укључује површину од 250 m². У цревним ресицама се налазе крвни судови који упијају аминокиселине и моносахариде попут глукозе, док продукте липида упијају лимфни судови. Да би се додатно повећала површина танког црева постоје кружни набори у цреву, који се називају Кенкринови набори. Они имају улогу у задржавању хране, што доприноси бољој апсорпцији.
Танко црево је дуго око 7 m. Састављено је од три ткивна слоја:
- спољни (сероза)
- мишићни (мускуларни)
- унутрашњи - слузокожа (мукоза).

Танко црево се дели на три дела:
- дванаестопалачно црево (дуоденум), које полази од желуца и причвршћено је за задњи трбушни зид; у њега се уливају одводни канали јетре и панкреаса
- празно црево (јејунум)
- криво црево (илеум), које се улива у цекум, почетни дио дебелог црева.

Дуоденум је најкраћи део танког црева и то је место где почиње припрема за апсорпцију. Он такође прима жуч и панкреасни сок кроз канал гуштераче, који контролише Одијев сфинктер.

## Структура

### Величина
Дужина малог црева може знатно да варира, од само 2,75 m све до 10,49 m. Просечна дужина код живих људи је 3m-5m. Дужина зависи од тога колико је висока особа и како се дужина мери. Виши људи генерално имају дуже танко црево и мерења су мерења су генерално дужа након смрти и кад су црева празна.
Танко црево има приближно 1,5 cm у пречнику код Новорођенчади након 35 недеља гестационог узраста, и 2,5–3 cm (1 inch) у пречнику код одраслих. На рендгенским снимцима стомака, танко црево се сматра да је абнормално проширено кад пречник прелази 3 cm. На ЦТ снимцима, пречник преко 2,5 cm се сматра абнормално проширено. Површинска област људске слузокоже танког црева, услед проширења узрокованих наборима, ресица и микроресицА, у просеку је 30 квадратних метара.

### Делови
Танко црево се дели у три структурна дела.
- Дуоденум је кратка структура (око 20–25 cm дуга) у облику слова „C“.[10] Дуоденум окружује главу панкреаса. У њега доспева гастрични Химус из желуца, заједно са соковима за варење из панкреаса (Дигестивни ензими) и јетре (жуч). Дигестивни ензими разлажу протеине и жуч, и емулзирају масноће у мицеле. Дуоденум садржи Брунерове жлезде, које производе слуз богату алкалном секрецијом која садржи бикарбонат. Те секреције, у комбинацији са бикарбонатом из панкреаса, неутрализују желудачне киселине садржане у гастричном химусу .
- Јејунум је средња секција танког црева, која повезује дуоденум са илеумом. Јејунум је око 2,5 m дуг, и садржи plicae circulares, и ресице које повећавају површину. Продукти варења (шећери, аминокиселине, и масне киселине) се овде апсорбују у крвоток. Суспензивни мишићи дуоденума означавају границу између дуоденума и јејунума.
- Илеум: Финална секција танког црева. Она је око 3 м дуга, и садржи ресице сличне јејунуму. У илеум се превасходно апсорбују витамин Б12 и жучне киселине, као и било који други преостали нутријенти. Илеуму следи Слепо црево дебелог црева у илеоцекалном споју.

Јејунум и илеум су суспендовани у трбушној шупљини помоћу мезентеријума. Мезентеријум је део трбушне марамице. Артерије, вене, лимфни судови и нерви путују кроз мезентеријум.

### Снабдевање крвљу
Танко црево се напаја крвљу из трбушног дебла и супериорне месентеричне артерије. Ово су две гране аорте. Дуоденум прима крв из трбушног дебла преко супериорне панкреатикодуоденалне артерије и од супериорне месентеричне артерије преко инфериорне панкреатикодуоденалне артерије. Ове артерије имају предње и задње гране које се састају у средњој линији и анастомозе. Јејунум и илеум примају крв из супериорне месентеричне артерије. Гране супериорне месентеричне артерије формирају серију лукова унутар мезентеријума познату као артеријске аркаде, које могу да имају неколико слојева. Прави крвни судови познати као ваза ректа иду од аркада најближих илеуму и јејунуму со самим органа.

### Хистологија
Три секције танког црева изгледају слично једна другој на микроскопском нивоу, али постоје неке важне разлике. Делови црева су следећи:
| Слој                               | Дванаестопалачно црево                                       | Јејунум           | Илеум             |
| ---------------------------------- | ------------------------------------------------------------ | ----------------- | ----------------- |
| Сероза                             | 1. део серозе, 2.–4. адвенције                               | нормалан          | нормалан          |
| Мускуларис ектерна                 | Уздужни и кружни слојеви, са Ауербаховим сплетом између      | исто као дуоденум | исто као дуоденум |
| Подслузокожа                       | Брунерове жлезде и Мајснеров сплет                           | без б.ж.          | без б.ж.          |
| Слузокожа: muscularis mucosae                        | нормално                                                     | нормалан          | нормалан          |
| Слузокожа: ламина проприја         | без п.п.                                                     | без п.п.          | Пејерове плоче    |
| Слузокожа: интестинални епителијум | Једноставан стубни. Садржи пехарасте ћелије, Панетове ћелије | слично дуоденуму  | ?                 |

### Развиће
Танко црево се развија из средњег црева примитивне цревне цеви. До првих пет недеља ембрионског живота, илеум почне да се издужује веома великом брзином, формирајући набор у облику слова U који се назива примана интестинална петља. Петља расте тако брзо у дужину да надраста абдомен и провирује кроз пупак. До десете недеље, петља се повлачи назад у абдомен. Између шесте и десете недеље танко црево ротира у смеру супротном смеру казаљки на сату, гледано с предње стране ембриона. Оно ротира даљих 180 степени након што се повукло назад у абдомен. Овај процес креира увијени облик дебелог црева.

## Функција
Храни из желуца је дозвољено да уђе у дуоденум кроз пилор посредством мишића који се назива пилорни сфинктер.

### Варење
Танко црево је место где долази до највећег дела хемијског варења хране. Многе дигестивне ензиме који делују у танком цреву излучују гуштерача и јетра и они улазе у танко црево путем главног вода гуштераче. Ензими гуштераче и жуча из жучне кесе улазе у танко цреву у одговору на дејство хормона холецистокинина, који се производи у танком цреву у одговору на присуство нутријената. Секретин, још један хомон који се формира у танком цреву, има додатне ефекте на гуштерачу, где промовише ослобађање бикарбоната у дуоденум да би се неутралисала потенцијално штетна киселина која приспева са храном из желуца.
Три главне класе нутријената које подлежу варењу су протеини, липиди (масноће) и угљени хидрати:
- Протеини се деградирају у мале пептиде и аминокиселине пре апсорпције.[14] Хемијско разлагање почиње у желуцу и наставља се у танком цреву. Протеолитички ензими, укључујући трипсин и химотрипсин, које излучује гуштерача разлажу протеине у мање пептиде. Карбоксипептидазе, који су ензими граничне гуштерачине четке, одвајају једну по једну аминокиселину. Аминопептидазе и дипептидазе ослобађају крајње аминокиселинске производе.
- Липиди (масти) се деградирају у масне киселине и глицерол. Панкреасна липаза разлаже триглицериде у слободне масне киселине и моноглицериде. Панкреасна липаза делује уз помоћ соли из жучи које излучује јетра и које бивају ускладиштене у жучној кеси. Жучне соли се везују за триглицериде чиме олакшавају њихову емулгацију, што поспешује приступ панкреасној липази. До овога долази зато што је липаза растворна у води, док су масни триглицериди хидрофобни, те они имају тенденцију да се удаљавају једни од других у водастом интенстиналном окружењу. Жучне соли емулгирају трисахариде у водастом окружењу док их липазе не разложе у мање компоненте које су подесне за улаз у ресице, где бивају апсорбоване.
- Неки угљени хидрати се деградирају у једноставне шећере, или моносахариде (нпр., глукозу). Панкреасна амилаза разлаже поједине угљене хидрате (нарочито скроб) у олигосахариде. Други угљени хидрати пролазе несварени у дебело црево и даље бивају подложени дејству интестиналних бактерија. Ензими четкасте границе преузимају даљу обраду. Најважнији међу њима су декстриназе и глукоамилазе, које разлажу олигосахариде. Други ензими четкасте границе су малтазе, сахаразе и лактазе. Лактаза је одсутна код дела одрасле људске популације, и за њих лактоза (дисахарид), као и већина полисахарида, нису сварљиви у танком цреву. Неки угљени хидрати, као што је целулоза, се уопште не варе, упркос тога што се састоје од вишеструких глукозних јединица. То је зато што је целулоза формирана од бета-глукозе, што чини интер-моносахаридне везе различитим од оних присутних у скробу, који се састоји од алфа-глукозе. Људима недостаје ензим за разлагање бета-глукозних веза, што је нешто резервисано за биљоједе и бактерије из дебелог црева.

### Апсорпција
Сварена храна сад може да пређе у крвне судове у зиду танког црева путем било дифузије или активног транспорта. Танко црево је место где се већина нутријената из сварене хране апсорбује. Унутрашњи зид, или слузокожа, танког црева је обложена са једноставним стубастим епителијалним ткивом. Структурно, слузокожа је покривена наборима или савијуцима који се називају , а који су перманентно својство унутрашњег зида овог органа. Они су различити од rugae, које се сматрају нестварним или пролазним, и омогућавају дистанцирање и контракције. Из plicae circulares излазе микроскопски комади ткива попут прста који се називају ресама (латински villus за „космата коса”). Индивидуалне епителне ћелије исто тако имају пројекције попут прстију познате као микроресе. Функције plicae circulares, реса, и микрореса су да се повећа количина површинске области која је доступна за апсорпцију нутријената, и да се ограничи губитак тих нутријената на интестиналну фауну.
Свака реса има мрежу капилара и финих лимбних судова званих лактеали у близини своје површине. Епителне ћелије реса транспортују нутријенте из лумена црева у капиларе (аминокиселине и угљене хидрате) и лактеале (липиди). Апсорбоване супстанце се транспортују преко крвних судова до различитих органа тела где се користе за изградњу комплексних супстанци као што су протеини неопходни за људско тело. Материјал који остане несварен и неапсорбован прелази у дебело црево.
Апсорпција већине нутријената се одвија у јејунуму, уз следеће приметне изузетке:
- Гвожђе се апсорбује у дуоденуму.
- Витамин Б12 и жучне соли се апсорбују у терминалном илеуму.
- Вода се апсорбује путем осмозе и липиди путем пасивне дифузије кроз танко црево.
- Натријум бикарбонат се апсорбује путем активног транспорта, а глукоза и аминокиселине котранспортом
- Фруктоза се апсорбује путем олакшане дифузије.

### Имунско дејство
Танко црево подржава телесни имунски систем. Присуство цревне флоре позитивно доприноси имунском систему домаћина. Пејерове плоче, лоциране унутар илеума танког црева, су важан део локалног имунског система дигестивног тракта. Он су део лимфног система, и пружају место за антигене из потенцијално штетних бактерија или других микроорганизама у дигестивном тракту да буду узорковани, и накнадно представљени имунском систему.

## Изражавање гена и протеина
Око 20.000 гена који кодирају протеине бива изражено у људским ћелијама и 70% тих гена је изражено у нормалном дуоденуму. Подскуп од око 300 тих гена је специфичније изражен у дуоденуму са веома малим бројем гена израженим једино у танком цреву. Кореспондирајући специфични протеини су изражени у гландуларним ћелијама слузокоже, као што је протеин везивања масне киселине FABP6. Већина специфичније изражених гена у танком цреву је исто тако изражено у дуоденуму, на пример FABP2 и DEFA6 протеини су изражени у секреторним гранулама Панетових ћелија.

## Додатне слике
- Танко црево in situ, већи оментум је преклопљен нагоре.
- Трећи стадијум развића интестиналног канала и трбушне марамице, фронтално (дијаграмски). Мод припреме је исти као у наредној слици
- Други стадијум развића интестиналног канала и трбушне марамице, фронтално (дијаграмски). Јетра је уклољена и два слоја вентралног мезогастријума (lesser omentum) су исечена. Судови су приказани црном бојом, а перитонеум црвеном.
- Први стадијум развића интестиналног канала и трбушне марамице, латерално (дијаграматски). Од црева 1 ће се формирати узлазно и попречно црево, а од црева 2 силазно, сигмоидно црево и ректум.